# 알티노
알티노(이탈리아어: Altino)는 이탈리아 아브루초주 키에티도에 있는 코무네이다.